# Pramila Jayapal
Pramila Jayapal (Chenai, 21 de setembro de 1965) é uma política norte-americana que atua como representante dos EUA pelo 16.º distrito de Washington desde 2017. Membro do Partido Democrata, seu distrito inclui a maior parte de Seattle, bem como áreas suburbanas do Condado de King. Jayapal representou anteriormente o 37.º distrito legislativo no Senado do Estado de Washington de 2015 a 2017. Ela é a primeira mulher indo-americana a servir na Câmara dos Representantes dos EUA. Primeira mulher do distrito membra do Congresso, ela também é a primeira ásiatico-americana a representar o Estado de Washington em nível federal.
Antes de entrar na política eleitoral, Jayapal foi um ativista dos direitos civis em Seattle, servindo até 2012 como diretora executiva da OneAmerica, um grupo de defesa dos imigrantes. Jayapal fundou a organização, originalmente chamada Hate Free Zone, após os ataques de 11 de setembro. A organização processou com sucesso os Serviços de Imigração e Naturalização da Administração Bush para evitar a deportação de mais de 4 000 somalis. Descrito pela presidente da Câmara, Nancy Pelosi, como "uma estrela em ascensão no caucus democrata", Jayapal é copresidente do Congressional Progressive Caucus desde 2019. Ela atualmente atua no Comitê Judiciário e no Comitê de Orçamento; ela é a única membro do Senado do Estado de Washington no Comitê Judiciário.

## Infância e educação
Jayapal nasceu em Madras (renomeada para Chenai), Índia, filha de Maya Jayapal, escritora, e MP Jayapal, profissional de marketing. Ela passou a maior parte de sua infância na Indonésia e em Cingapura. Ela imigrou para os Estados Unidos em 1982, aos 16 anos, para cursar a faculdade. Ela recebeu um bacharelado pela Universidade de Georgetown e um MBA pela Universidade do Noroeste.
Jayapal trabalhou para PaineWebber como analista financeira depois de se formar na Noroeste. Enquanto estava na PaineWebber, ela começou a trabalhar em projetos de desenvolvimento de Chicago à Tailândia. Mais tarde, ela trabalhou brevemente em vendas e marketing para uma empresa médica antes de se mudar para o setor público em 1991. O grupo mudou seu nome para OneAmerica em 2008.

## Carreira

### Advocacia
Jayapal fundou o Hate Free Zone após os ataques de 11 de setembro de 2001 como um grupo de defesa de grupos de imigrantes. O Hate Free Zone registrou novos cidadãos americanos para votar e fez lóbi sobre a reforma da imigração e questões relacionadas. Eles processaram com sucesso os Serviços de Imigração e Naturalização da Administração Bush para evitar a deportação de mais de 4 000 somalis em todo o país. O grupo mudou seu nome para OneAmerica em 2008. Jayapal stepped down from her leadership position in May 2012. In 2013 she was recognized by the White House as a "Champion of Change." Jayapal deixou sua posição de liderança em maio de 2012. Em 2013, ela foi reconhecida pela Casa Branca como uma "Campeã da Mudança".
Em 29 de junho de 2018 Jayapal participou dos protestos Women Disobey no Hart Senate Office Building para protestar contra a abordagem de “tolerância zero” da administração Trump em relação à imigração ilegal. O protesto resultou na prisão de mais de 500 pessoas, incluindo Jayapal. Ela disse que estava "orgulhosa de ter sido presa" por protestar contra a política "desumana e cruel" do governo.

### Início da carreira política
Jayapal serviu no Comitê Consultivo Municipal que negociou o salário mínimo de 15 dólares de Seattle e co-presidiu o comitê de busca do chefe de polícia do prefeito, o que resultou na escolha unânime da primeira chefe de polícia da cidade.
Depois que o senador estadual Adam Kline anunciou sua aposentadoria no início de 2014, Jayapal entrou na corrida para sucedê-lo. Ela foi endossada pelo prefeito de Seattle, Ed Murray e obteve mais de 51% dos votos nas primárias de 5 de agosto, em um campo de seis candidatos. Ela derrotou o colega democrata Louis Watanabe em novembro de 2014.
No Senado do Estado de Washington, Jayapal foi a principal patrocinadora do SB 5863, que dirige o Departamento de Transporte do Estado de Washington para administrar um programa de pré-aprendizagem voltado para mulheres e pessoas de cor; o projeto foi aprovado em julho de 2015. Ela co-patrocinou um projeto de lei para testar e rastrear milhares de kits de estupro do departamento de polícia.
Jayapal endossou o senador Bernie Sanders para presidente dos Estados Unidos nas primárias democratas de 2016.